# Ancistrosyllis carolinensis
Ancistrosyllis carolinensis är en ringmaskart som beskrevs av Gardiner 1976. Ancistrosyllis carolinensis ingår i släktet Ancistrosyllis och familjen Pilargidae. Inga underarter finns listade i Catalogue of Life.